# Sir'Dominic Pointer
Sir'Dominic Denzel "Dom" Pointer (Detroit, Míchigan, 6 de mayo de 1992) es un baloncestista estadounidense. Con 1,96 metros (6 pies y 5 pulgadas) de estatura, juega en la posición de escolta, pero también puede jugar de alero. Pertenece a la plantilla del Shabab Al-Ahli de la ULB de Emiratos Árabes Unidos.

## Trayectoria deportiva

### Universidad
Siendo juvenil, Pointer fue considerado un jugador con mucha proyección futura, motivo por el cual estuvo presente en eventos como el Nike Global Challenge, el Jordan Classic y el All-American Championship de 2011.
Reclutado por la Universidad de San Juan, jugó cuatro temporadas de baloncesto universitario con los Red Storm de la Big East Conference, en las que promedió 8,3 puntos, 5,2 rebotes, 2,3 asistencias, 1,5 robos y 1,3 tapones por partido. En 2015, fue incluido en el segundo mejor quinteto de la Big East Conference después de promediar 13,7 puntos, 7,6 rebotes, 3,1 asistencias y 2,0 robos por partido. También, fue elegido co-jugador defensivo del año y jugador más mejorado de la conferencia. Además, Pointer ganó el Premio Haggerty de 2015, otorgado al mejor baloncestista del área metropolitana de Nueva York.

### Profesional
El 25 de junio de 2015, fue seleccionado en la posición número 53 del Draft de la NBA de 2015 por los Cleveland Cavaliers. Sin embargo en octubre de ese año se incorporó al Canton Charge, el equipo filial de los Cavaliers en la NBA Development League. Allí jugaría 50 partidos en su temporada como novato. 
Tras un paso por Oriente Medio -donde jugó en Israel y Líbano-, en enero de 2018 fue fichado por el Alba Fehérvár de la Nemzeti Bajnokság I/A. Luego de esa experiencia hizo su retorno al Canton Charge para jugar su segunda temporada con el equipo. 
Durante el receso de primavera de la G League se unió a los Trotamundos de Carabobo, equipo de la Liga Profesional de Baloncesto de Venezuela. Ese año su equipo se consagraría campeón de la Copa LPB 2019, pero Pointer no jugó la fase final del torneo tras haber sido sustituido por Tony Mitchell.

## Selección nacional
Pointer jugó dos partidos con la selección de baloncesto de los Estados Unidos en noviembre de 2020 correspondientes al clasificatorio a la FIBA AmeriCup de 2022. 